# سونيك كايوس
سونيك كايوس (بالإنجليزية: Sonic Chaos  ؛ باليابانية: ソニック&テイルス )، هي لعبة فيديو من نوع منصات، صدرت في الأسواق سنة 1993، وهي من تطوير أنسيانت و ناشر لعبة سيجا، وتعمل على منصتي ماستر سيستم وغيم غير.

## روابط خارجية
- سونيك كايوس على موقع IMDb (الإنجليزية)